# Dorfkirche Blankenhagen

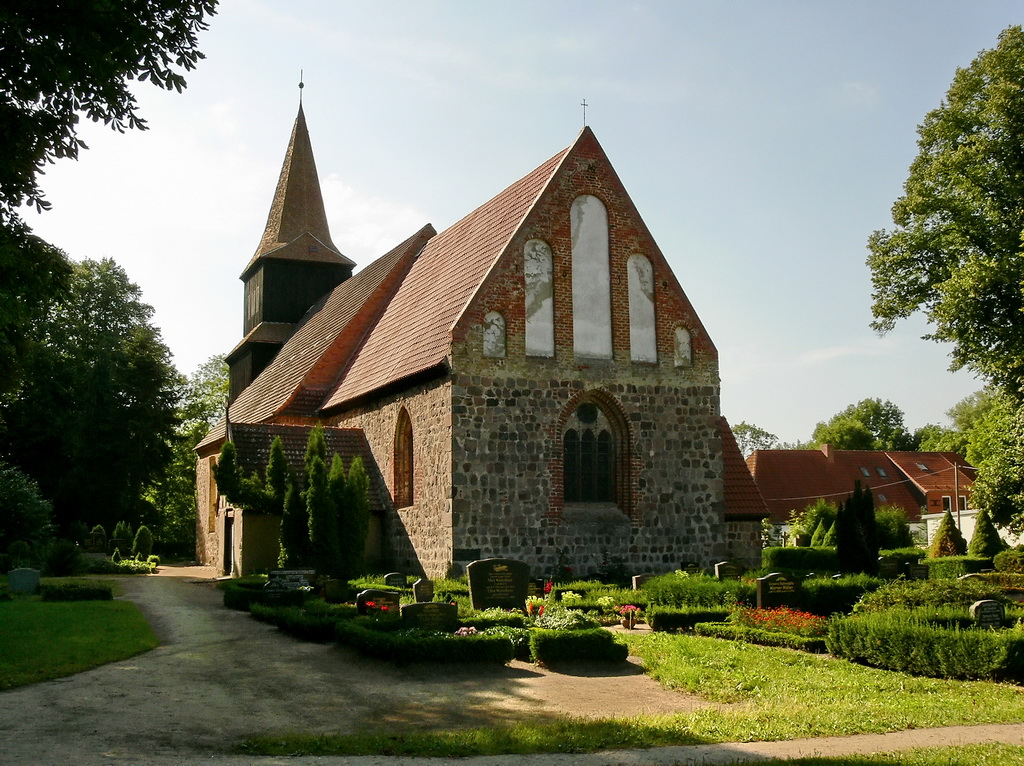
Kirche Blankenhagen

Die Dorfkirche Blankenhagen ist eine Kirche der Evangelisch-lutherischen Kirchgemeinde Blankenhagen im Landkreis Rostock. Die Kirchengemeinde gehört zur Propstei Rostock im Kirchenkreis Mecklenburg der Evangelisch-Lutherischen Kirche in Norddeutschland (Nordkirche).

## Geschichte
Die erste urkundliche Erwähnung Blankenhagens stammt aus dem Jahr 1233. Sie erfolgte durch eine bischöfliche Verfügung über den Zehnten im Kirchspiel Ribnitz. Die Kirche wurde am 23. August 1318 erstmals urkundlich erwähnt und gehörte im Mittelalter zum Archidiakonat Rostock. Stifter und Erbauer der Kirche war die Adelsfamilie der Moltkes, die auch das Patronat innehatten. Die Ersterwähnung belegt, dass ein Johann Moltke für den Priester Ghodefridus eine Vikarei in der Kirche zu Blankenhagen stiftete. 

## Baubeschreibung

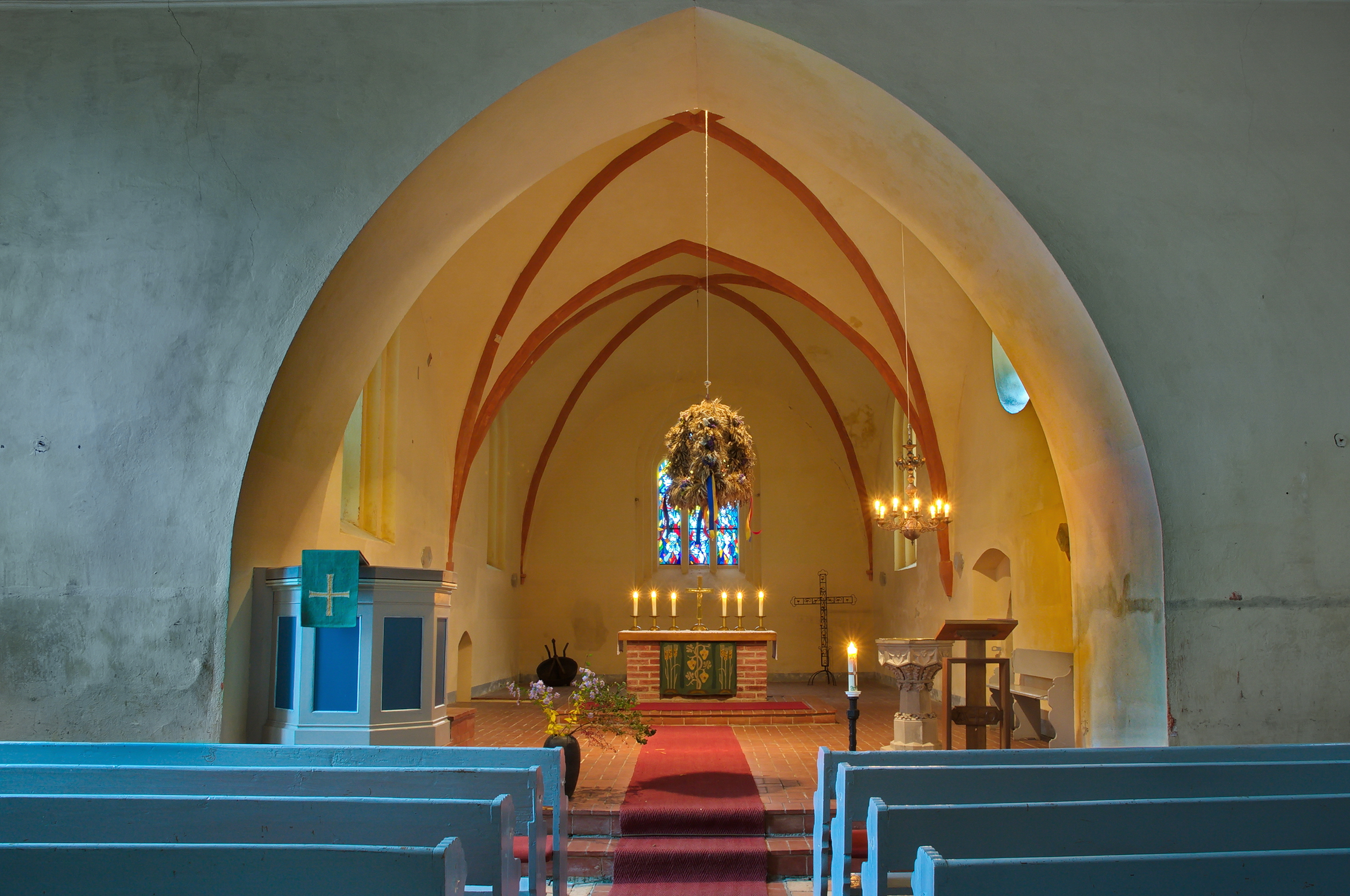
Der zweijochige Chor

Die Kirche ist aus Feldsteinen gebaut. Sie gehört stilistisch in die Übergangszeit zwischen Romanik und Gotik. An den Giebeln sowie den Fenster- und Türöffnungen wurden Backsteine verwendet. Der zweijochige Chor hat einen platten Ostabschluss. Nördlich an den Chor ist ebenfalls aus Feldsteinen eine Sakristei angebaut. Der Übergang vom kreuzrippengewölbten Chor zum flachgedeckten Langhaus bildet ein Triumphbogen. Einige Teile der Kirche stammen aus dem 13. Jahrhundert. Der hölzerne Westturm mit vierseitigem Pyramidenhelm und ein südlicher Fachwerkanbau wurden später errichtet. In der Ostwand des Chores befindet sich ein dreigeteiltes Spitzbogenfenster mit einem darüberliegenden Rundfenster. Ein auf der Westseite befindliches Portal wurde zugemauert.

## Ausstattung

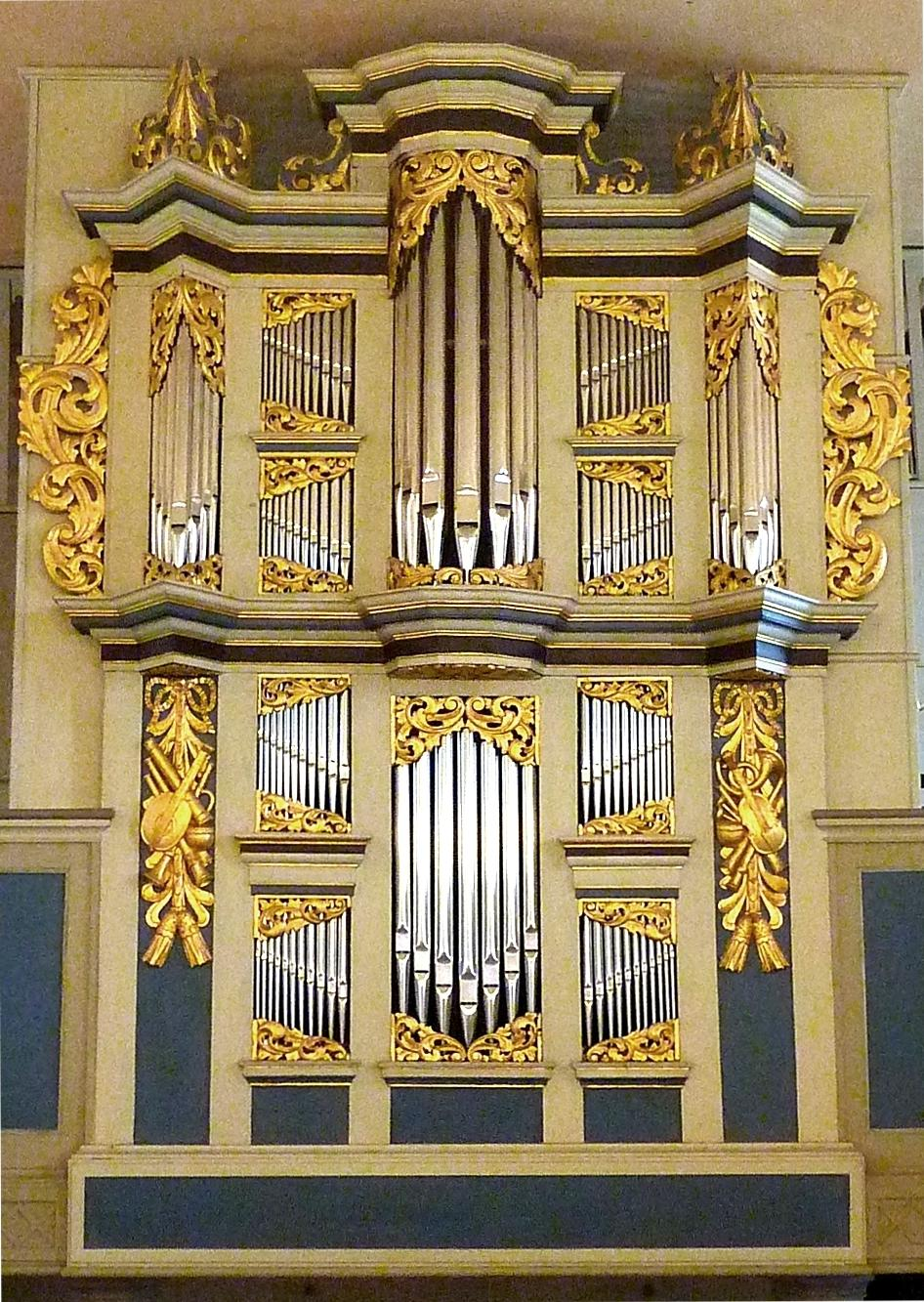
Prospekt mit Schleierwerk der Schnitger-Orgel von 1686

Altar und Kanzel sind neogotisch. Das Altarbild von Gaston Lenthe zeigt die Auferstehung Christi. Die Fenster des Chores zeigen Wappenmalereien, darunter die des Gebhard von Moltke.
Bedeutend ist die Arp Schnitger-Orgel von 1686, die 2002/2003 durch die Orgelbaufirma Schuke Potsdam restauriert wurde. Sie verfügt über zwölf Register auf zwei Manualen. 4–5 Register stammen von Schnitger. Das Pedal (C–d1) ist angehängt.
| I Hauptwerk C–c3 |            |     |       |
| 1.               | Bordun     | 16′ | R     |
| 2.               | Principal  | 8′  |       |
| 3.               | Gedackt    | 8′  | R     |
| 4.               | Octave     | 4′  | R     |
| 5.               | Flöte      | 4′  | R     |
| 6.               | Octave     | 2′  | S (?) |
| 7.               | Mixtur III |     |       |

| II Oberwerk C–c3 |                |    |   |
| 8.               | Liebl. Gedackt | 8′ | S |
| 9.               | Flauto dolce   | 8′ | R |
| 10.              | Principal      | 4′ |   |
| 11.              | Spitzflöte     | 4′ | S |
| 12.              | Blockflöte     | 4′ | S |

| Pedal C–d1 |           |
|            | angehängt |

- Koppeln: Manualkoppel
- Anmerkungen:

S = Register von Schnitger
R = Register von Rasche